# 王陟臣
王陟臣（1037年—？），字希叔。宋州虞城（今河南虞城北）人。
景祐四年（1037年）出生，仁宗嘉祐六年（1061年）王俊民榜進士，授太常寺奉禮郎、簽書高郵軍判官廳公事。神宗元豐元年（1078年），官檢正中書吏房、刑房公事，權發遣兩浙路提點刑獄。元豐四年，擔任度支判官。元祐二年（1087年）爲右司郎中。餘事不詳。